# A Redempção
A Redempção foi um jornal abolicionista publicado em São Paulo entre 1887 e 1899. Seu fundador e editor foi Antônio Bento de Souza e Castro. O periódico era um veiculo de critica à escravidão, um jornal combativo, de cunho popular que trazia constantes ataques a fazendeiros, politicos e a outros jornais que defendiam a instituição escravista, como o A Província de São Paulo e o Correio Paulistano.
A primeira edição do jornal foi publicada em 2 de janeiro de 1887. De periodicidade bissemanal, saía aos domingos e quartas-feiras. Após a promulgação da Lei Áurea, A Redempção passou a ser publicado apenas em edições especiais até 1899, na homenagem de um ano de falecimento do seu fundador Antônio Bento.

## Reconhecimento
Em 2014, o jornal A Redempção foi declarado pela UNESCO como Patrimônio da Humanidade, ao ser inscrito no Registro Nacional do Programa Memória do Mundo da UNESCO.